# Бовен Стассфорт
Бовен Стассфорт (англ. Bowen Stassforth, 7 серпня 1926 — 22 листопада 2019) — американський плавець.
Призер Олімпійських Ігор 1952 року.
Переможець Панамериканських ігор 1951 року.